# Lissodendoryx patagonica
Lissodendoryx patagonica är en svampdjursart som först beskrevs av Ridley och Arthur Dendy 1886.  Lissodendoryx patagonica ingår i släktet Lissodendoryx och familjen Coelosphaeridae. Inga underarter finns listade i Catalogue of Life.